# La Peau de l'autre
Pour plus de détails, voir Fiche technique et Distribution.
La Peau de l'autre (Change of Mind) est un film américain réalisé par Robert Stevens, sorti en 1969.

## Synopsis
David Rowe est un procureur atteint d'un cancer avancé. Pour survivre, il doit suivre une opération révolutionnaire qui greffera son cerveau dans le corps d'un autre homme. Alors que Rowe est un homme blanc, son nouveau corps est celui d'un homme noir. Ses relations avec ses proches et le public vont s'en trouver définitivement changées. Pendant ce temps, un procès délicat l'attend.

## Fiche technique
- Titre : La Peau de l'autre
- Titre original : Change of Mind
- Réalisation : Robert Stevens
- Scénario : Seeleg Lester et Dick Wesson
- Musique : Duke Ellington
- Photographie : Arthur J. Ornitz
- Montage : Donald Ginsberg
- Production : Seeleg Lester et Dick Wesson
- Société de production : Cinerama Productions et Sagittarius Productions
- Société de distribution : Cinerama Releasing (États-Unis)
- Pays :  États-Unis
- Genre : Drame et science-fiction
- Durée : 98 minutes
- Dates de sortie : 
  - États-Unis : 8 octobre 1969

## Distribution
- Raymond St. Jacques : David Rowe
- Susan Oliver : Margaret Rowe
- Janet MacLachlan : Elizabeth Dickson
- Leslie Nielsen : le shérif Webb
- Donnelly Rhodes : Roger Morrow
- David Bailey : Tommy Benson
- Andre Womble : Scupper
- Clarice Taylor : Rose Landis
- Jack Creley : Bill Chambers
- Cosette Lee : Angela Rowe
- Larry Reynolds : le juge Forrest
- Hope Clarke : Nancy
- Rudy Challenger : Howard Culver
- Henry Ramer : le chef Enfield
- Franz Russell : le maire Farrell
- Joseph Shaw : le gouverneur LaTourette
- Sydney Brown : l'avocat Nash
- Anthony Kramreither : Dr. Bornear
- Ron Hartmann : Dr. Kelman
- Murray Westgate : le juge Stanton

## Accroches
- Black body--White Brain! ("Corps noir--cerveau blanc!")
- The world's first brain transplant ("La première greffe de cerveau au monde")
- A change of living, a change of loving... ("Un changement de vie, un changement d'amour...")
- What is he now, a white man in a black body or a black man with a white brain? ("Qu'est-il maintenant, un homme blanc dans un corps noir ou un homme noir au cerveau blanc?")

## Musique
La musique du film a été composée par Duke Ellington.